# Васькино (Гайнский район)
Васькино — деревня в Гайнском районе Пермского края. Входит в состав Гайнского сельского поселения. Располагается южнее районного центра, посёлка Гайны. Расстояние до районного центра составляет 17 км. По данным Всероссийской переписи населения 2010 года, в деревне проживало 26 человек (16 мужчин и 10 женщин).

## История
До Октябрьской революции населённый пункт Васькино входил в состав Гаинской волости, а в 1927 году — в состав Чажеговского сельсовета. По данным переписи населения 1926 года, в деревне насчитывалось 63 хозяйства, проживало 364 человека (166 мужчин и 198 женщин). Преобладающая национальность — коми-пермяки.
По данным на 1 июля 1963 года, в деревне проживало 234 человека. До конца 1962 года населённый пункт входил в состав Чажеговского сельсовета, а в 1963 году деревня вошла в состав Даниловского сельсовета.